# Courtland, Kalifornien
Courtland är en så kallad census-designated place i Sacramento County i Kalifornien. Orten har fått sitt namn efter Courtland Sims som var son till en markägare. Vid 2010 års folkräkning hade Courtland 355 invånare.